# Slivia
Slivia (Slivno in sloveno) è un centro agricolo del comune di Duino-Aurisina, abitato in maggioranza dalla comunità autoctona slovena che conta attualmente circa 130 abitanti. Il suo piccolo centro storico è costituito da una trentina di costruzioni in tipico stile carsico, alle quali si aggiungono case residenziali moderne, cresciute dai tardi anni '70 lungo la strada provinciale. Il nome del villaggio deriva dalla parola slovena sliva che significa susino.

## Storia
Nei pressi della località si trova uno dei più importanti giacimenti del quaternario sul Carso: la Breccia di Slivia. In essa sono stati ritrovati fossili dei grandi animali che popolavano il Carso all'epoca quali rinoceronti, cervi e ippopotami.
Sempre nelle vicinanze della località vi sono due importanti castellieri, villaggi fortificati costruiti nell'età del bronzo e del ferro che ospitarono i primi abitanti della zona. Il Castelliere Carlo De Marchesetti (sull'altura Gradec) sito a 600 m sudest del villaggio, deve il nome allo studioso che per primo si interessò a tali manufatti. Sulla vicina altura Podgrešč si trova il Castelliere II di Slivia di più ridotte dimensioni.
Nelle vicinanze della località sono state ritrovate anche iscrizioni romane e dei resti dello stesso periodo. Il paese è nominato per la prima volta nel 1319 con il nome di Scligna. Nel 1494 viene citato dall'urbario di Duino come comune a sé stante; nel 1524 faceva già parte del comune di San Pelagio. 
La chiesa della località, dedicata a santa Maria Maddalena venne consacrata nel 1820. Sulla facciata sono visibili le statue di San Biagio e San Silvestro. È rimasta l'unica chiesa del comune di Duino-Aurisina circondata da un piccolo cimitero. Un microtoponimo del luogo (dolina del Frate - Fratov Dol, ampia dolina posta sul sentiero che porta a Sistiana) fa presumere l'esistenza di un monastero nella zona.
Il comune di Slivia venne sciolto nel 1928 e fuso con i comuni di Aurisina, Duino, Malchina e San Pelagio, formando il nuovo comune di Duino-Aurisina.
Nei pressi della strada provinciale verso Aurisina vi è la grotta delle Torri di Slivia, visitabile con visite guidate.

## Galleria d'immagini

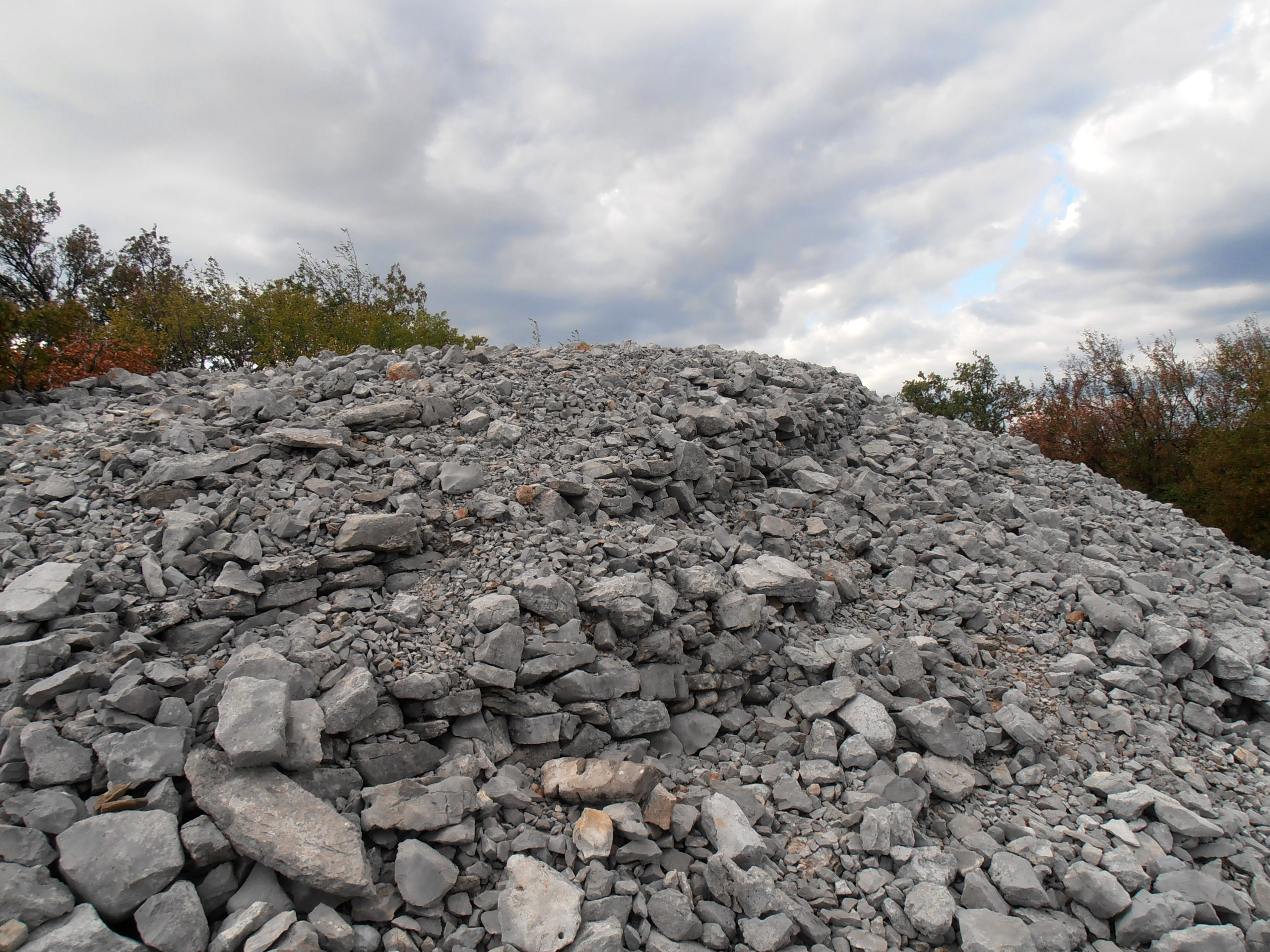
Il castelliere
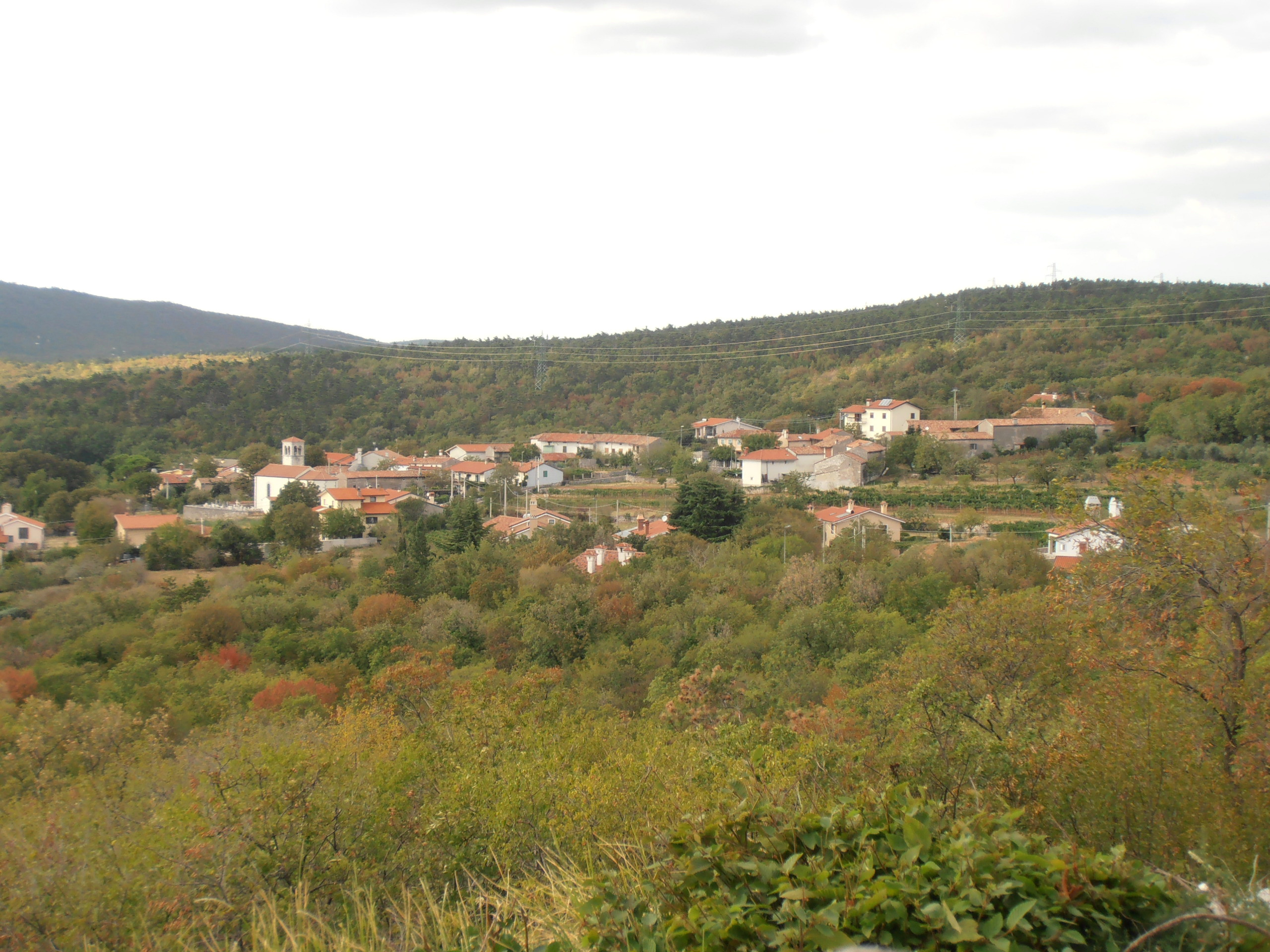
L'abitato di Slivia visto dal castelliere
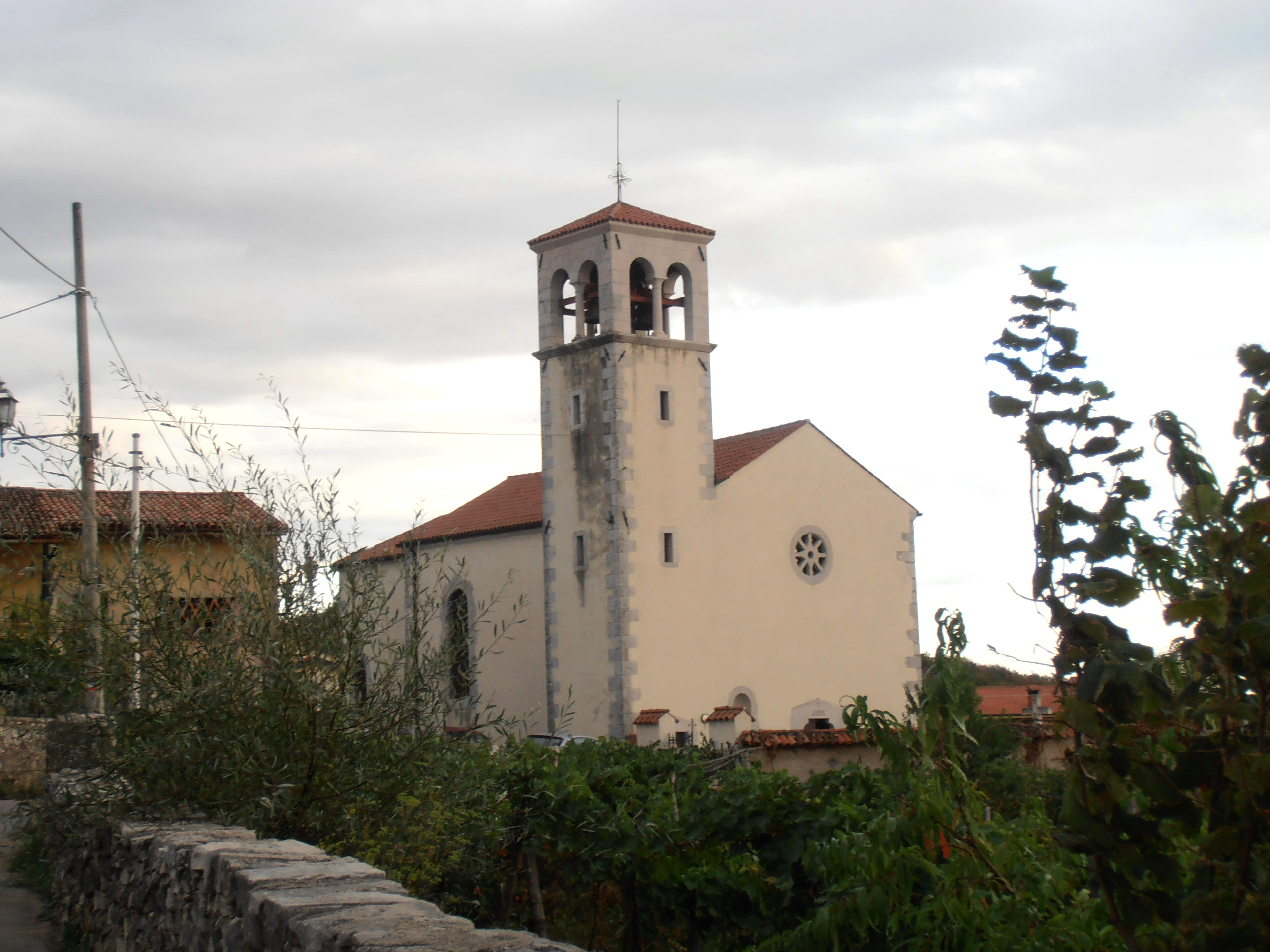
La chiesa di Santa Maria Maddalena
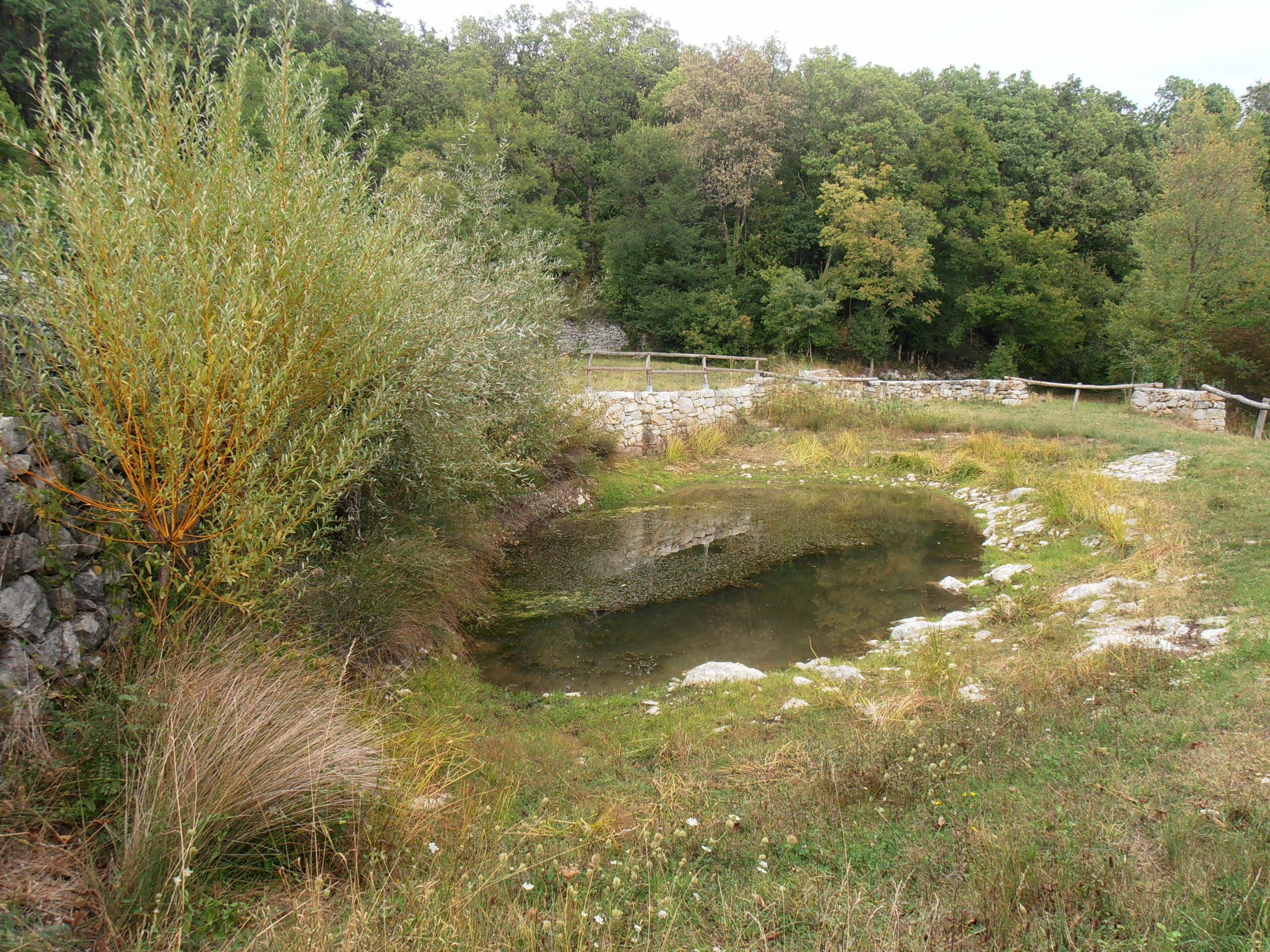
Il maggiore dei tre stagni
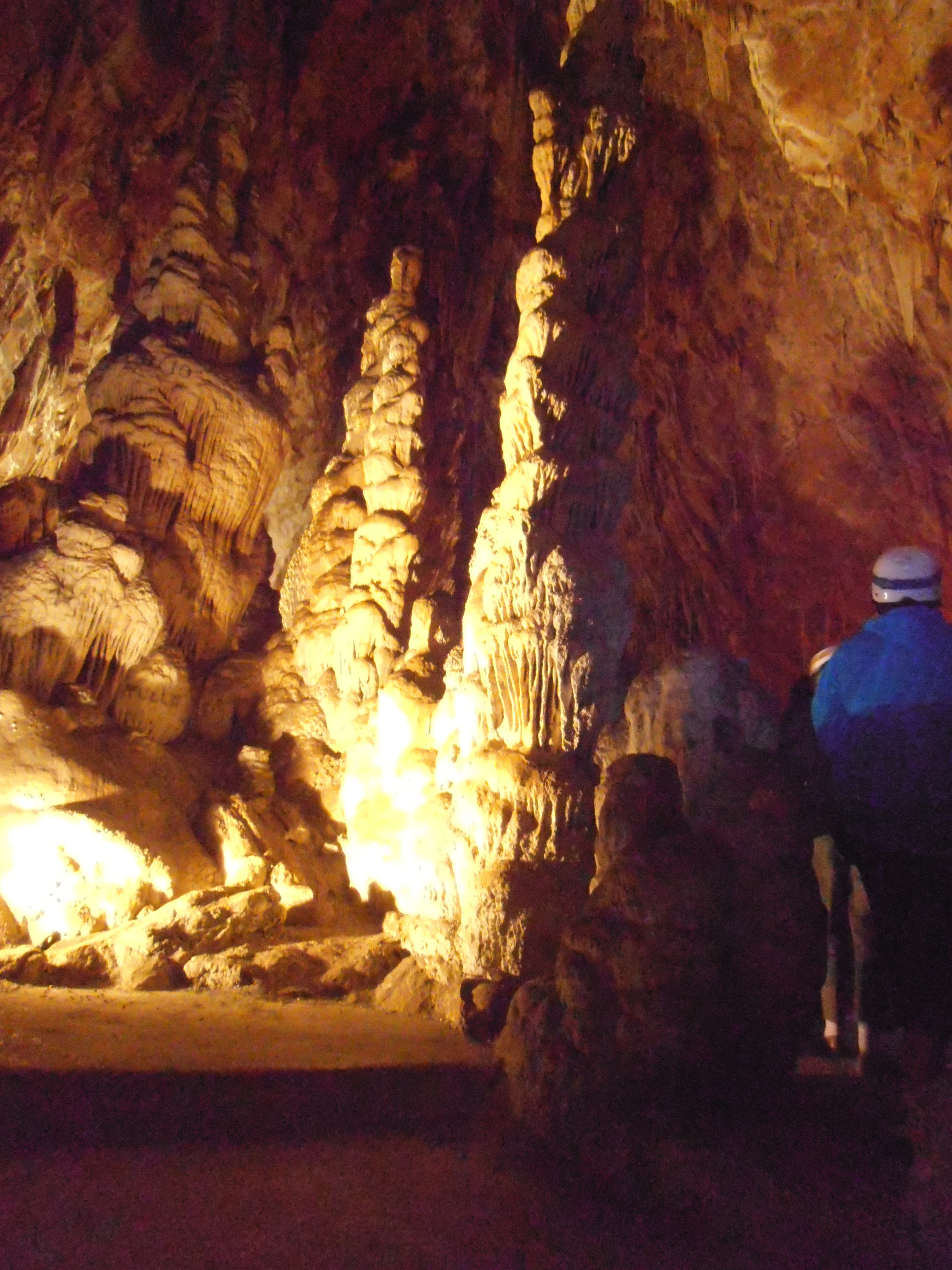
La grotta delle Torri di Slivia